# Mark Derwin

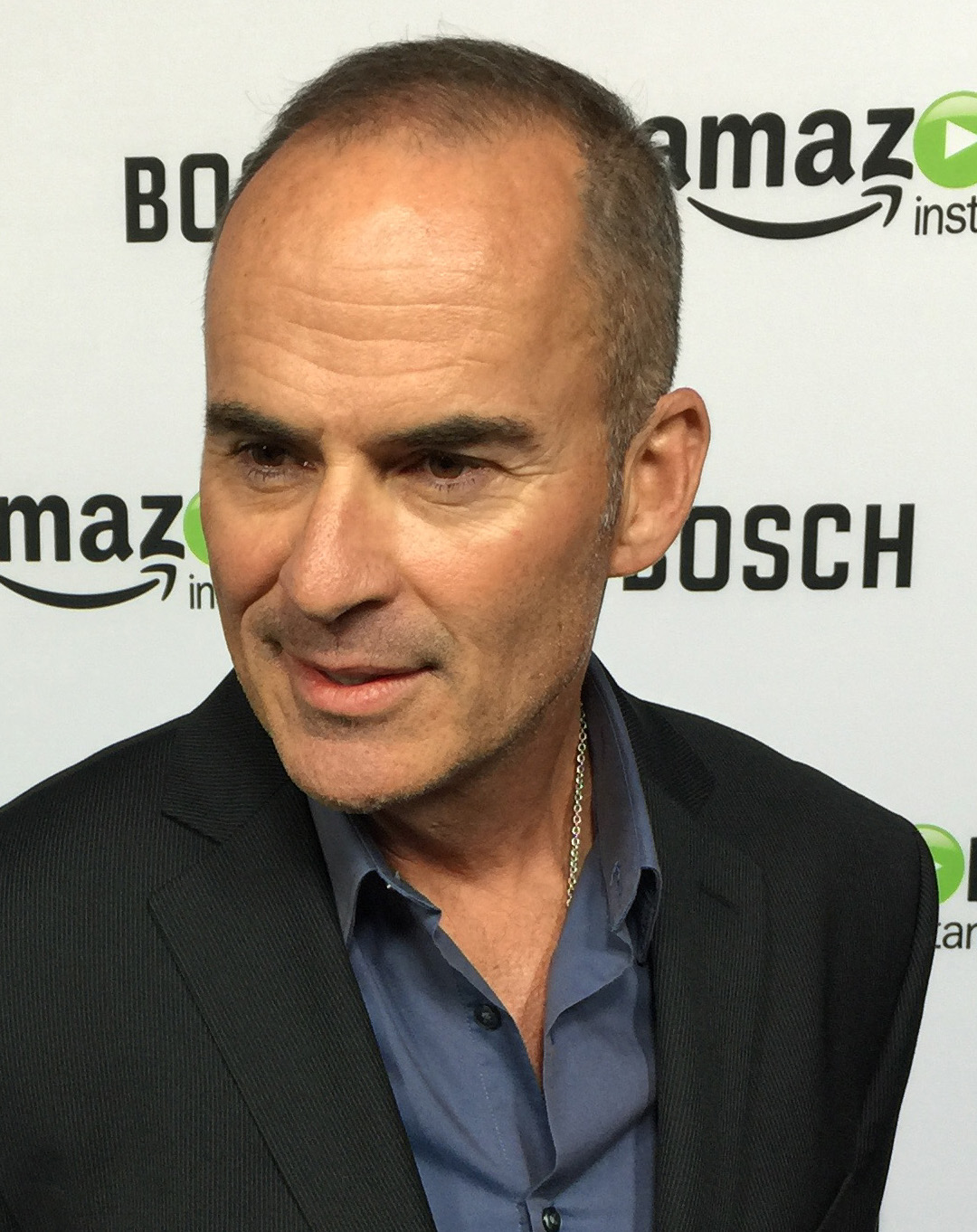
Mark Derwin (2015)

Mark Derwin (* 28. Oktober 1960 in Park Forest, Illinois, USA) ist ein US-amerikanischer Schauspieler.
Mark Derwin spielte von 1990 bis 1993 den A.C. Mallet in der Seifenoper Springfield Story. Für diese Rolle wurde er 1993 mit dem Soap Opera Digest Award geehrt. Außerdem wurde er im selben Jahr für den Emmy nominiert. Von 1999 bis 2002 war Derwin in One Life to Live als Dr. Ben Davidson zu sehen. Hierfür gewann er 2001 seinen zweiten „Soap Opera Digest Award“. Nebenbei trat er in zahlreichen Fernsehserien auf, unter anderem in Diagnose: Mord, CSI Miami, Boston Legal, How I Met Your Mother, Navy CIS, The Secret Life of the American Teenager sowie in 44 Folgen der Comedy Alles dreht sich um Bonnie als Dr. Mark Molloy.
Derwin war von 1997 bis 2000 mit der Schauspielerin Alecia Derwin verheiratet. Vorher führte er eine längere Beziehung mit seiner Springfield-Story-Kollegin Beth Ehlers.